# Participation aux acquêts
Pour un article plus général, voir Régime matrimonial.
Le régime de participation aux acquêts est un régime matrimonial hybride avec une séparation de biens pendant le mariage et les avantages de la communauté réduite aux acquêts au moment de la dissolution, grâce au droit de participer à l'enrichissement du conjoint ("créance de participation").
La participation aux acquêts est particulièrement opportune lorsque l'un des époux exerce une profession à risque (profession libérale, entrepreneur individuel, chef d'entreprise…). 
Le régime de participation aux acquêts (Zugewinngemeinschaft) est particulièrement répandu en Allemagne, où c'est le régime par défaut en l'absence de contrat de mariage, ainsi qu'en Suisse (Errungenschaftsbeteiligung).

## Pendant le mariage
C'est le régime de la séparation de biens qui s'applique.
Chaque conjoint conserve l'administration, la jouissance et la libre disposition des biens possédés avant le mariage, des héritages et donations, des revenus personnels et des actifs acquis avec ses revenus personnels. Il n'y a donc pas de masse commune.

## À la fin du mariage
L'un des conjoints profite de l'enrichissement de l'autre.
Au moment de la dissolution du régime, et plus particulièrement au décès de l'un des deux époux, chacun a le droit de participer pour la moitié aux acquêts nets constatés dans le patrimoine de l'autre, c'est-à-dire à hauteur de la moitié en valeur de l'enrichissement.
Ces acquêts nets sont mesurés par la différence entre le patrimoine final (montant possédé à la dissolution) et le patrimoine d'origine.
L'éventuel déficit (acquêts nets négatifs) est supporté entièrement par l'époux ; alors que l'accroissement (acquêts nets positifs) doit être partagé entre les époux. 
La méthode consiste à compenser les acquêts respectifs et ensuite de calculer la créance de participation (en divisant par deux les acquêts nets compensés).
La difficulté majeure réside dans la valorisation du patrimoine d'origine au jour de la dissolution. En pratique, de multiples problèmes se posent, principalement selon la nature des biens et les évolutions de leurs marchés respectifs (immobilier ou titres notamment).

## Évaluation du patrimoine originaire
Le patrimoine originaire est composé des biens qui ne donnent lieu à aucune participation, en raison de leur caractère exclusivement personnel ou de leur origine.

### Composition
Il comprend les biens :
- qui appartenaient à l'époux le jour du mariage ;
- acquis pendant le mariage par succession ou libéralité (legs, donation) ;
- propres par nature (biens à usage personnel ou professionnel).

Ne font pas partie du patrimoine originaire les :
- loyers, intérêts des sommes exigibles et arrérages des rentes attachés à des biens propres ;
- biens initialement compris dans le patrimoine originaire qui ont été donnés pendant le mariage.

### Date d'évaluation
Les biens originaires sont estimés d'après leur :
- état au jour du mariage ou de leur acquisition ;
- valeur au jour de la liquidation du régime matrimonial.

Si, pendant le mariage, le bien a été cédé, c'est la valeur au jour de l'aliénation qui est retenue, en tenant compte de son état au jour du mariage ou de son acquisition. Si le prix de vente a permis d'acquérir un nouveau bien, alors c'est la valeur de celui-ci qui est retenue, au prorata du financement par le prix de vente, sans qu'une déclaration d'emploi ou de remploi soit nécessaire, contrairement au régime légal de la communauté réduite aux acquêts (ici, une telle déclaration n'aurait qu'une valeur probatoire).

### Exemple
Au jour de son mariage, Monsieur F. possédait un patrimoine propre de 1 000 000 € dont un chalet en Savoie évalué, selon la liste annexée au contrat de mariage, à 250 000 €.
Pendant le mariage, Monsieur a hérité de ses deux parents pour environ 500 000 €. Il a vendu le chalet et a acheté une villa sur la côte basque estimée, à la liquidation du régime matrimonial, à 400 000 €.
Prix de vente inférieur au prix d'achat :
Le prix de vente du chalet a permis de financer 75 % de l'achat de la villa. À la dissolution du mariage, son patrimoine originaire est de 1 550 000 € (750 000 € + 500 000 € + 75 % de 400 000 €).
Prix de vente égal au prix d'achat :
Le prix de vente du chalet a permis à Monsieur de financer entièrement l'achat de la villa. A la dissolution du mariage, son patrimoine originaire est de 1 650 000 € (750 000 € + 500 000 € + 400 000 €).
Prix de vente supérieur au prix d'achat :
Le prix de vente du chalet était supérieur de 25 % au prix d'achat de la villa. Le patrimoine originaire est de 1 750 000 € (750 000 € + 500 000 € + 400 000 € + 100 000 €).

### Déduction des dettes
Les dettes acquittées dont l'époux était tenu au jour du mariage et celles qui pèsent sur les biens qu'il a acquis pendant le mariage sont déduites du patrimoine. Mais les intérêts d'emprunt rattachés aux biens originaires ne sont pas déductibles.
Si elles excèdent le patrimoine originaire, elles sont réunies au patrimoine final.
Le conjoint peut avoir intérêt à demander une réévaluation des dettes, car plus le passif est important plus les acquêts le sont aussi. Cette réévaluation suppose que la dette ait été contractée avant le mariage ou avant l'acquisition du bien et dans le but d'acquérir, améliorer ou conserver un bien originaire. Elle répond aux règles des récompenses du régime légal de la communauté réduite aux acquêts :
- dette contractée pour acquérir ou améliorer un bien originaire : la dette est égale à la valeur du profit subsistant ;
- dette contractée pour conserver un bien originaire : la dette est égale à la plus forte des deux valeurs entre le profit subsistant et la dépense faite.

### Preuve
La composition du patrimoine originaire est établie par un état descriptif, notarié ou non, rédigé en présence du conjoint et signé par les deux époux. À défaut ou si cet état est incomplet, tout titre de propriété ou facture est une preuve suffisante pour le juge.

## Évaluation du patrimoine final
Le patrimoine final correspond à l'actif dont l'époux dispose au moment de la dissolution du régime matrimonial.

### Composition
Il comprend :
- tous les biens qui appartiennent à l'époux au jour de la dissolution du mariage (jour de la demande en divorce, de la séparation de corps ou de la liquidation anticipée des acquêts) ;
- en cas de dissolution par décès : les biens légués ou donnés à cause de mort (donation au dernier vivant) pendant le mariage ;
- les biens donnés entre vifs sans le consentement du conjoint ;
- les biens cédés frauduleusement (par exemple, une vente contre rente viagère faite sans l'accord du conjoint) ;
- les créances de l'époux contre son conjoint.

### Biens indivis
Les biens dont le caractère personnel à un des époux n'a pu être déterminé, doivent-ils être inclus dans le patrimoine final ?
Pour une partie de la doctrine la réponse est négative : ces biens doivent échapper au régime de la participation.
Pour d'autres, ces biens doivent figurer dans le patrimoine final de chacun des époux pour la moitié de leur valeur.

### Date d'évaluation
Les biens finaux sont estimés d'après leur :
- état au moment de la dissolution du régime matrimonial ;
- valeur au jour de la liquidation du régime matrimonial.

Cette méthode d'évaluation permet à l'époux propriétaire de profiter seul de la plus-value qui est apparue entre la dissolution et la liquidation du régime. Mais il est aussi le seul à supporter les pertes constatées sur cette période.
Par exception, les biens qui ont été cédés en fraude des droits du conjoint ou par donation entre vifs, sont estimés d'après leur état au jour de l'aliénation et selon la valeur qu'ils auraient eue au jour de la liquidation, si l'époux les avaient conservés.

### Exemple
Monsieur et Madame P. sont engagés dans une procédure de divorce. Monsieur est cité à comparaître devant le juge le 1er mars 2003 (date de liquidation de leur régime matrimonial). Le divorce est définitivement prononcé le 15 décembre 2006. C'est la date de la dissolution du régime matrimonial.
Le patrimoine final de Monsieur se compose d'une villa en Corse. Cette villa est estimée 100 000 € au 1er mars 2003. Au 15 décembre 2006, elle enregistre une plus-value de 50 000 € due à la réalisation de travaux.
La villa est estimée au 1er mars 2003 comme si les travaux avaient déjà été effectués.
Ajout des valeurs d'amélioration
Au patrimoine final, est ajoutée la valeur des améliorations apportées pendant le mariage à des biens originaires donnés sans le consentement du conjoint avant la dissolution du régime matrimonial. C'est le montant, au jour de l'aliénation, de la plus-value apportée qui est ajouté...
Déduction des dettes
Toutes les dettes contractées avant la dissolution du régime matrimonial qui n'ont pas encore été acquittées sont déduites du patrimoine pour leur valeur nominale. À ce titre, les sommes dues au conjoint doivent être inscrites au passif final.
Les dettes contractées entre la dissolution et la liquidation du régime matrimonial ne sont pas déductibles, pas plus que le prix d'acquisition d'une clientèle ne peut être déduit de la valeur du fonds d'exercice libéral, ou une indemnité d'assurance figurant dans le patrimoine initial.

### Preuve
La composition du patrimoine final est établie par un état descriptif, notarié ou non, rédigé par le titulaire du patrimoine ou par ses héritiers, en présence du conjoint ou de ses propres héritiers, sans que leur signature soit requise. Cet acte doit être établi dans les 9 mois qui suivent la dissolution du régime matrimonial, sauf prorogation accordée par le juge des référés.
Il reste possible de démontrer, par témoignage ou présomptions, que le patrimoine final comprend d'autres biens.
L'omission volontaire d'un bien dans le patrimoine ("recel") n'est pas sanctionné. Pour y faire face, le conjoint peut faire apposer des scellés ou faire établir un inventaire.

### En cas d'inéquité
Si les règles d'évaluation conduisent à un résultat manifestement contraire à l'équité, l'un des époux peut demander au tribunal d'y déroger.
Le caractère inéquitable des résultats de la liquidation s'apprécie notamment au regard de l'éventuelle mauvaise gestion de l'un des époux pendant le mariage et des recels et oublis de communication des renseignements et documents utiles à la liquidation.

## La créance de participation

### Quotité
La participation aux acquêts implique un partage entre les époux des enrichissements qu'ils ont réalisés. A contrario, chacun supporte seul ses propres dettes. Il y a ainsi participation aux gains mais pas aux pertes.

### Partage par moitié
Le montant de la créance de participation est égal à la moitié des acquêts nets. Ce terme désigne le montant de l'enrichissement de l'époux dû à son travail et aux économies qu'il a réalisées sur ses biens pendant le mariage.

### Exemple
Monsieur et Madame L. se sont mariés sous le régime de la participation aux acquêts en mai 1990.
Leurs patrimoines originaires respectifs étaient les suivants :
- Madame : 1 000 000 €
- Monsieur : 1 500 000 €.

Au moment de la dissolution du régime, leurs patrimoines finaux sont respectivement de :
- Madame : 1 500 000 €
- Monsieur : 1 750 000 €.

Acquêts nets
- Madame : 500 000 € (soit 1 500 000 – 1 000 000).
- Monsieur : 250 000 € (soit 1 750 000 – 1 500 000).

Compensation des acquêts nets et partage de l'excédent
L'excédent des acquêts nets s'élève à 250 000 €. (soit 500 000€ - 250 000€ = 250 000€)
Monsieur a droit à une créance de participation de la part de Madame égale à la moitié de ces acquêts nets, soit 125 000 €.

### Clauses dérogatoires
Les époux sont libres d'insérer dans leur contrat de mariage des clauses prévoyant une répartition des acquêts nets autre que par moitié.
Un partage inégal est tout à fait possible, ainsi que l'attribution au conjoint survivant de la totalité des acquêts nets réalisés par son conjoint pré-décédé.
Plus spécifiquement, les époux peuvent prévoir :
- une participation aux acquêts avec exclusion des biens professionnels ;

- l'exclusion de toute créance de participation en cas de dissolution du régime par divorce.

### Paiement en argent ou en nature
Par principe, la créance de participation est payable en argent.
Par exception, elle est payée en nature (le débiteur cède la propriété d'un de ses biens à son conjoint) lorsque :
- les époux se sont mis d'accord pour ce mode de règlement (dans leur contrat de mariage, par exemple) ;
- ou si l'époux débiteur éprouve de graves difficultés pour s'en acquitter en argent et qu'il a obtenu du juge le droit de payer en nature.

L'époux créancier exerce le recouvrement de ses droits en commençant par les biens que son conjoint possédait déjà au moment du mariage et, à titre subsidiaire, sur les biens que celui-ci a donnés sans son consentement ou en fraude de ses droits, en commençant par les aliénations les plus récentes.
Le paiement en nature de la créance de participation est une opération de partage lorsque les biens attribués ne faisaient pas partie du patrimoine originaire du débiteur (bien acquis pendant le mariage à titre gratuit ou onéreux), ou lorsque l'époux attributaire hérite de son conjoint (décès du débiteur avant le créancier). Elle est donc soumise au droit de partage de 2,50 %;

### Exemple
Monsieur et Madame M. se sont mariés en 1987 sous le régime de la participation aux acquêts.
Monsieur possédait un patrimoine composé principalement de biens immobiliers de 1 000 000 € et Madame de 500 000 €.
Au moment de leur divorce, en 2007, Monsieur s'est enrichi de 200 000 €, alors que le patrimoine de Madame a, au contraire, diminué.
Madame est titulaire d'une créance de participation de 100 000 €.
Les époux se sont mis d'accord pour un règlement en nature.
Madame va d'abord exercer ses droits en prélevant des biens immobiliers pour une valeur de 100 000 €.
Si Monsieur a cédé la plupart de ses biens immobiliers originaires, au point de ne pas pouvoir désintéresser totalement son épouse, celle-ci est en droit de réclamer le reliquat de sa créance sur les biens que Monsieur a donné, en commençant par les donations les plus récentes.

### Moment du paiement
Paiement anticipé
Si le désordre dans les affaires de l'un des époux, sa mauvaise administration ou son inconduite sont de nature à porter atteinte aux intérêts de l'autre, alors ce dernier peut demander en justice la liquidation anticipée de la créance de participation. Si sa demande est acceptée, les époux sont alors soumis aux règles du régime de la séparation de biens.
Délai de paiement
L'époux qui s'est enrichi et qui ne peut pas s'acquitter immédiatement en argent, peut obtenir du juge un délai de paiement porté à 5 ans maximum, à condition de :
- éprouver de graves difficultés à s'acquitter entièrement de la dette dès la clôture de la liquidation ;
- fournir des sûretés ;
- verser des intérêts.

Le conjoint n'est pas tenu de régler la créance de participation si ses acquêts nets sont supérieurs à ceux du conjoint décédé.
Le montant de la créance de participation est un avantage non taxé aux droits de mutation à titre gratuit.